# Pitcairnia fusca
Pitcairnia fusca är en gräsväxtart som beskrevs av Hans Edmund Luther. Pitcairnia fusca ingår i släktet Pitcairnia och familjen Bromeliaceae. IUCN kategoriserar arten globalt som livskraftig.
Artens utbredningsområde är Ecuador. Inga underarter finns listade i Catalogue of Life.